# Вангенхайм, Фридель фон
Фри́дель фон Ва́нгенхайм (нем. Friedel Freiherr von Wangenheim; 11 мая 1939, Москва — 6 апреля 2001, Берлин) — немецкий актёр, драматург и поэт-песенник.

## Биография
Фридель фон Вангенхайм происходил из семьи известных немецких театральных актёров. Его дед — Эдуард фон Винтерштайн, его родители — Инга и Густав фон Вангенхайм. Во втором браке Фридель был женат на актрисе Ренате Райнекке.
В ГДР Вангенхайм писал пьесы для Фридрихштадтпаласта и песни для мужского вокального квартета Die Mimosen. Фридель также играл в театре и снимался в кино. В 1999 году выпустил детективный роман Kamera läuft, Herr Kommissar.
Покончил жизнь самоубийством и похоронен на Доротеенштадтском кладбище.

## Сочинения
- Der Einstein des Sex. Doktor Magnus Hirschfeld: Schwuler, Jude und Sozialist. Ein Drehbuch. Berlin 1996. (mit Valentin Passoni und Rosa von Praunheim)
- Kamera läuft, Herr Kommissar. Ein Medien-Krimi. Ullstein, Berlin 1999. ISBN 3-548-24593-5 (mit Jan Eik)

## Фильмография
- 1997: Schwuler Mut — 100 Jahre Schwulenbewegung
- 1999: Der Einstein des Sex
- 1999/2000: Die Königin. Marianne Hoppe